# Ładja Azow
Ładja Azow (ros. Шахматный Клуб „Ладья” Азов) – rosyjski klub szachowy z siedzibą w Azowie, mistrz kraju z 1996 roku, zdobywca Pucharu Europy w 1997 roku.

## Historia
Klub został założony we wrześniu 1985 roku. W 1992 roku zadebiutował w Priemjer-Lidze, zajmując siódme miejsce. W latach 1994–1995 Ładja uzyskała piąte miejsce w rozgrywkach. W sezonie 1996 klub uzyskał mistrzostwo Rosji, po czym nie uczestniczył już w tych rozgrywkach. W 1997 roku Ładja Azow wzięła udział w Pucharze Europy. Po zwycięstwach nad GD Diana (walkower), Oyak Sigorta-SGM i Iraklio OAA klub wygrał grupę i awansował do fazy finałowej. W niej rosyjski zespół wygrał mecze z Merkurem Graz, Sbierbankiem-Tatarstanem Kazań i Polonią Warszawa, zdobywając trofeum. Kadrę drużyny stanowili wówczas Jewgienij Bariejew, Piotr Swidler, Michał Krasenkow, Wadim Zwiagincew, Aleksander Oniszczuk, Jurij Jakowicz, Siergiej Dołmatow, Konstantin Landa i Nikołaj Puszkow. W późniejszym czasie klub prowadził drużyny juniorskie.

## Arcymistrzowie w historii klubu
- Jewgienij Bariejew[8]
- Michaił Brodski[8]
- Siergiej Dołmatow[8]
- Igor Glek[8]
- Jurij Jakowicz[8]
- Michał Krasenkow[9]
- Konstantin Landa[8]
- Aleksander Oniszczuk[9]
- Aleksandr Poluliachow[9]
- Nikołaj Puszkow[8]
- Siergiej Smagin[8]
- Piotr Swidler[8]
- Wadim Zwiagincew[8]